# Álvaro Valles Rosa
Álvaro Valles Rosa (nascut el 25 de juliol de 1997) és un futbolista professional espanyol que juga a la UD Las Palmas com a porter.

## Carrera de club

### Inicis
Nascut a La Rinconada, Sevilla, Andalusia, Valles va acabar la seva formació amb el Reial Betis. Va fer el seu debut com a sènior amb el filial el 16 d'octubre de 2016, començant com a titular en una victòria fora de casa per 3-0 a Tercera Divisió contra el CD Guadalcacín.
El 6 de setembre de 2017, després de ser poc utilitzat, Valles va ser cedit al CD Gerena de quarta divisió, per un any. El 10 de juliol de l'any següent va passar a un altre equip filial, la UD Las Palmas Atlético de la Segona Divisió B.

### UD Las Palmas
Vallés va debutar amb el primer equip amb els canaris el 13 d'octubre de 2019, jugant els 90 minuts sencers en la victòiria per 3-0 a casa contra el Deportivo de La Corunya a Segona Divisió. Posteriorment es va consolidar com a titular al primer equip amb Pepe Mel, superant al seu company de formació juvenil Josep Martínez i Raúl Fernández, i va renovar contracte fins al 2024 el 17 de juny de 2022.
Valles va contribuir amb 34 aparicions durant la temporada 2022–23 a Segona Divisió, i el club va aconseguir l'ascens a La Liga. Va debutar a la màxima categoria del futbol espanyol el 12 d'agost de 2023, com a titular en un empat a 1 a casa contra el RCD Mallorca.
Va passar a ser tercera opció abans de la temporada 2024-25 després de les arribades de Jasper Cillessen i Dinko Horkaš, Valles va rescindir el seu vincle amb Las Palmas el 10 de febrer de 2025.

### Betis
El 17 de juny de 2025, Vallès va tornar al Betis amb un contracte de cinc anys, i ara és jugador del primer equip..